# Dorothy Gilman
Dorothy Gilman Butters (* 25. Juni 1923 in New Brunswick, New Jersey; † 2. Februar 2012 in Rye Brook, New York) war eine US-amerikanische Schriftstellerin. Populär sind insbesondere ihre Spionage-Romane mit der Hauptfigur „Emily Pollifax“, die im Rentenalter für Spezialmissionen der CIA eingesetzt wird.

## Leben
Schon während ihres Kunststudiums an der Pennsylvania Academy of the Fine Arts (1940 bis 1945) begann sie zu schreiben und veröffentlichte 1949 ihren ersten Roman. Zwischen 1949 und 1963 publizierte sie Jugendbücher als Dorothy Gilman Butters. Seit ihrer Scheidung 1965 schrieb sie Romane für Erwachsene und veröffentlichte diese, unter anderem die Pollifax-Abenteuer, unter ihrem Geburtsnamen Dorothy Gilman.

## Auszeichnungen
- 2010: Grand Master Award, höchste Auszeichnung der Mystery Writers of America (MWA) für besondere Leistungen im Krimi-Genre und gleichbleibend hohe Qualität ihrer Werke

## Werke

### Jugendbücher
- Enchanted Caravan 1949
- Carnival Gypsy 1950
- Ragamuffin Alley 1951
- The Calico Year 1953
- Four-Party Line 1954
- Papa Dolphin's Table 1955
- Girl in Buckskin 1956
- Heartbreak Street 1958, dt. Schicksal im Schatten 1959
- Witch's Silver 1959
- Masquerade 1961, dt. Maskerade 1962
- Ten Leagues to Boston Town 1962
- The Bells of Freedom 1963
- The Maze in the Heart of the Castle 1983

### Romane für Erwachsene
- The Unexpected Mrs. Pollifax 1966, dt. Mrs. Pollifax kommt wie gerufen 1968
- Uncertain Voyage 1967
- The Amazing Mrs. Pollifax 1970, dt. Mrs. Pollifax lebt gefährlich 1970
- The Elusive Mrs. Pollifax 1971, dt. Mrs. Pollifax, der Agentenschreck 1973
- A Palm for Mrs. Pollifax 1973, dt. Mrs. Pollifax macht weiter 1974
- A Nun in the Closet 1975, dt. Die Nonne im Kleiderschrank 1980
- The Clairvoyant Countess 1975
- Mrs. Pollifax on Safari 1977, dt. Mrs. Pollifax auf Safari 1983
- The Tightrope Walker 1979, dt. Das Geheimnis der Drehorgel  1981
- Mrs. Pollifax on the China Station 1983, dt. Mrs. Pollifax in China 1984
- Mrs. Pollifax and the Hong Kong Buddha 1985, dt. Mrs. Pollifax und der Hongkong-Buddha 1987
- Mrs. Pollifax and the Golden Triangle 1988, dt. Mrs. Pollifax und das goldene Dreieck 1989
- Incident at Badamya 1989
- Mrs. Pollifax and the Whirling Dervish 1990, dt. Mrs. Pollifax und der tanzende Derwisch 1992
- Caravan 1992, dt. Die Karawane 1993
- Mrs. Pollifax and the Second Thief 1993, dt. Mrs. Pollifax und der sizilianische Dieb 1995
- Mrs. Pollifax Pursued 1995, dt. Jagd auf Mrs. Pollifax 1996
- Mrs. Pollifax and the Lion Killer 1996, dt. Mrs. Pollifax und der Herr der Löwen 2000
- Mrs. Pollifax, Innocent Tourist 1997, dt. Mrs. Pollifax macht Urlaub 1999
- Thale's Folly 1999
- Mrs. Pollifax Unveiled 2000
- Kaleidoscope: A Countess Karitska Novel 2002

## Verfilmungen
Der erste Pollifax-Roman wurde 1971 unter dem Titel Mrs Pollifax – Spy (Regie: Leslie H. Martinson) sowie 1999 als TV-Adaption The Unexpected Mrs. Pollifax mit Angela Lansbury in der Titelrolle verfilmt.